# Elythranthera
Elythranthera é um género botânico pertencente à família das orquídeas (Orchidaceae), composto por duas espécies, e um híbrido natural entre as duas, que existem apenas no sudoeste da Austrália. À primeira vista, plantas similares às do gênero Cyanicula, diferenciam-se facilmente por seu labelo minúsculo, composto apenas por uma pequena estrutura com dois calos basais. Além disso, suas folhas são mais longas e estreitas, manchadas por fora e brilhantes internamente, com pétalas e sépalas livres e similares, lilases, róseas ou púrpura. São plantas anuais que apresentam caules curtos, eretos, não ramificados, com uma única folha membranácea basal, e longa inflorescência terminal, ambos pubescentes com até quatro flores ressupinadas. A coluna é curva e delicada, apoda, com duas asas laterais e antera terminal com quatro polínias.

## Publicação e sinônimos
- Elythranthera (Endl.) A.S.George, W. Austral. Naturalist 9: 6 (1963).

Espécie-tipo: Glossodia brunonis Endl. = Elythranthera brunonis (Endl.) A.S.George (1963).
Sinônimos: Glossodia R.Br. sect. Elythranthera Endl., Nov. Stirp. Dec., 2:16 (1839).

## Espécies
1. Elythranthera brunonis (Endl.) A.S.George, W. Austral. Naturalist 9: 7 (1963).
2. Elythranthera emarginata (Lindl.) A.S.George, W. Austral. Naturalist 9: 7 (1963).
3. Elythranthera × intermedia (Fitzg.) M.A.Clem., Austral. Orchid Res. 1: 73 (1989).